# 合角ダム
合角ダム（かっかくダム）は、埼玉県秩父市、一級河川・荒川水系吉田川に建設されたダム。高さ60.9メートルの重力式コンクリートダムで、洪水調節・不特定利水・上水道を目的とする、埼玉県営の多目的ダムである。ダム湖（人造湖）の名は西秩父桃湖（にしちちぶももこ）といい、秩父郡小鹿野町にまたがる。

## 地理
小鹿野町を源流とする吉田川が秩父市の旧吉田町地区との境（現・秩父市との境界）付近に建設されたダムである。2001年（平成13年）完成。吉田川及び荒川の治水と秩父市（旧・吉田町）への上水道供給を目的としている。ダム本体は秩父市だが、人造湖である西秩父桃湖は秩父市と小鹿野町にまたがる。近くを埼玉県道282号藤倉吉田線が通るほか、倉尾小学校や吉田元気村、カタクリの群生地がある。
ダム名の「合角」（かっかく）はダム建設により水没した合角地区にちなむものであるが、「ごうかく」とも読めることから、合角ダム管理所では受験生とその家族に向けた縁起物として、合角ダムのダムカードの入手を薦めている。桃湖とはいうものの、命名当時、桃の木は周辺になかった。当時の埼玉県知事である土屋義彦の長女、市川桃子の名と読みが同じであり、また、入り口にも、土屋直筆の石碑の揮毫が掲げられている。これらの私物化は「土屋県政の汚点」として挙げられている。ただし2003年当時、埼玉県と地元の吉田町・小鹿野町がダム湖名を公募したところ、「もも湖」「桃湖」など「ももこ」が一番多かったのも事実である。投票理由は「桃源郷の里にしたい」等であった。
| 展望台から見る合角ダム |  | 西秩父桃湖 |  | 湖上に掛かる合角漣大橋 |
| 展望台から見る合角ダム |  | 西秩父桃湖 |  | 湖上に掛かる合角漣大橋 |